# Jan Řitka z Bezdědic
Jan Řitka z Bezdědic byl husitský hejtman, původem z nižší šlechty, který po řadu let působil jako táborský hejtman města Domažlic. Skvrnou na jeho pověsti je útěk z prohrané bitvy u Hiltersriedu, kde padla většina spížovací výpravy, které velel s Janem Pardusem z Hrádku.
První zmínky o Řitkovi jsou z jeho působení v Praze u dvora Václava IV. Zřejmě patřil k významným představitelům reformního kruhu, protože je jako Husův sympatizant zmiňován v roce 1412 v Kronice university pražské (Chronicon Universitatis pragensis) spolu s Jindřichem Leflem z Lažan. V roce 1418 zastával funkci vyšehradského purkrabího. Po vypuknutí husitské revoluce se přidal na její stranu a 25. října 1419 předal Vyšehrad do rukou Mikuláše z Husi a Jana Želivského. Nejméně deset let pak byl hejtmanem husitského města Domažlice.
Když v roce 1431 přitáhla k Domažlicím vojska čtvrté křižácké výpravy, město oblehla a začala ostřelovat, zahájil Řitka jednání o kapitulaci. Jednání zmařila nekázeň křižáckých vojáků, kteří porušili příměří. Díky tomu se z obleženého města podařilo poslat vzkaz Prokopovým vojskům, která pak křižáky zahnala u Domažlic na útěk. Tyto informace ovšem nejsou zcela spolehlivé. V následujícím roce se Řitka spolu s dalšími husitskými šlechtici zapojil do dobývání hradu Lopata, který držel lapka Habart z Hrádku (obléhaní nakonec hrad sami zapálili a některým včetně Habarta se podařilo uprchnout).
V roce 1433 byl Řitka jedním z hejtmanů při obléhání Plzně. Spolu s Janem Pardusem byl pověřen velením výpravy, která byla vyslán do Bavorska za účelem spížování, protože husitská vojska okolo Plzně měla nouzi o potraviny i píci. Výprava byla překvapena u vesnice Hiltersried vojskem, které shromáždil bavorský vévoda a k němuž se přidali i místní sedláci. Husité byli drtivě poraženi, dle kroniky Bartoška z Drahonic se kromě obou hejtmanů, kteří prý z boje utekli, k Plzni vrátilo sotva třicet jezdců a sto pěších. Proti neúspěšným velitelům se zvedla v táboře velká vlna nevole, a když se jich chtěl Prokop Holý zastat, vedlo to k jeho pádu a krátkodobému uvěznění nejen obou hejtmanů, ale i Prokopa.
O dalších osudech Jana Řitky není mnoho známo. V roce 1437 se bránil proti císařskému vojsku vedenému Zikmundem z Vartemberka na Žižkově hradu Kalich. Hrad měl být původně zbořen, ale zřejmě bylo nakonec od dobývání upuštěno a hrad se stal součástí zástavy Heníkovi z Valdštejna. Řitka se v témže roce uvádí jako vlastník hradu Kokořína, který držel do roku 1444.